# Trachyaphthona brevicornis
Trachyaphthona brevicornis es una especie de insecto coleóptero de la familia Chrysomelidae.
Fue descrita científicamente en 1979 por Takizawa.